# Bloedcel
Bloedcellen zijn cellen die, tijdens de bloedvorming of hematopoëse, dagelijks in grote hoeveelheden worden aangemaakt door het beenmerg, en die  het vaste bestanddeel vormen van bloed.
Het bloed van zoogdieren bestaat uit bloedcellen (45%) die zich in suspensie bevinden in het vloeibare bloedplasma. In het beenmerg vindt de aanmaak plaats van de drie verschillende soorten bloedcellen: witte bloedcellen (leukocyten), rode bloedcellen (erytrocyten) en bloedplaatjes (trombocyten).

## Witte bloedcellen of leukocyten
Witte bloedcellen, die worden onderverdeeld in monocyten, lymfocyten en granulocyten, spelen een belangrijke rol in het menselijk afweersysteem. Leukocyten beschermen het lichaam tegen infecties, door schadelijke bacteriën van buiten te doden, en andere ziekteverwekkers (met name virussen) op te ruimen. Witte bloedcellen kruipen door de poreuze wand van de haarvaten, en vervolgens door het extracellulaire vocht naar de cellen in de verschillende lichaamsweefsels, waar ze de pathogenen aanvallen. Bij deze gevechten gaan vele witte bloedcellen te gronde, die meteen worden vervangen door nieuwe witte bloedcellen, aangemaakt in het beenmerg. Wanneer er in het lichaam meer witte bloedcellen worden afgebroken dan er worden aangemaakt, worden mensen vatbaarder voor infectieziekten als bijvoorbeeld longontsteking. Een verhoogd aantal leukocyten of leukocytose in het bloed wordt gevonden bij ontstekingen, septische shock, brandwonden, stress, sommige auto-immuunziekten en bij leukemie. Witte bloedcellen, hebben een middellijn van  circa 9 µm, en kunnen allerlei vormen aannemen. In gezonde mensen bevat elke mm³ bloed ongeveer 4000 tot 10.000 witte bloedcellen.

## Rode bloedcellen of erytrocyten
Rode bloedcellen vervoeren zuurstof en koolstofdioxide. In de rode bloedcel zit het eiwit hemoglobine, dat zuurstof uit de lucht kan binden aan het bloed in de poreuze haarvaten van de longen, via zogenoemde diffusie. Na transport door de kleine bloedsomloop wordt het zuurstofrijke bloed door het hart de grote bloedsomloop ingepompt. Via de dunne haarvaten die diep doordringen in de lichaamsweefsels wordt zuurstof aan de weefselcellen geleverd ten behoeve van de celademhaling, en de bij die ademhaling gevormde koolzuur mee teruggenomen. De rode bloedcel bevat een enzym, koolzuur-anhydrase geheten, dat de koolstofdioxide omzet naar bicarbonaat, waarna het via de bloedbaan naar de longen wordt vervoerd, waar het via de haarvaten, opnieuw via diffusie, aan de lucht wordt afgestaan. Bijna 45% van het menselijk bloed bestaat uit rode bloedcellen, heel kleine ronde schijfjes, aan beide kanten wat ingedeukt (biconcave vorm). De middellijn van elk schijfje is 7 µm. Per mm³ bevat het bloed van een gezonde man ca. 5.400.000 (5,4 miljoen) rode bloedcellen; gezonde vrouwen hebben er iets minder: circa 4.800.000. Iedere seconde worden er door het beenmerg tegelijkertijd 2,4 miljoen afgebroken en evenzovele nieuw aangemaakt. Bij zuurstofgebrek door een verminderde longfunctie worden er te veel rode bloedcellen gevormd, zoals bij zware rokers, bij hartfalen, longziekten en tijdens verblijf op grote hoogte. Polycythaemia vera is een ziekte waarbij chronisch te veel erytrocyten gevormd worden. Bij te geringe aanmaak, of bij overdreven afbraak van rode bloedcellen is er sprake van anemie. De oorzaak van een verminderde aanmaak ligt meestal in een tekort (of deficiëntie) aan hetzij ijzer, vitamine B12, of foliumzuur. Andere vormen van bloedarmoede zijn hemolytische anemie, en daarnaast zijn er (vaak genetische) aandoeningen waarbij de erytrocyt niet zo sterk is als hij behoort te zijn. Vrouwen lopen tijdens de menstruatie een groter risco op bloedarmoede door overmatig bloedverlies. Zwangere vrouwen kunnen ook anemie ontwikkelen; weliswaar neemt de aanmaak van rode bloedcellen tijdens de zwangerschap toe, maar het volume van het bloedplasma doet dat nog veel sterker, waardoor het relatieve gehalte (de concentratie) van de bloedcellen in het bloed toch afneemt.

## Bloedplaatjes of trombocyten
Bloedplaatjes (middellijn 2-3 µm, ca. 300.000 per milliliter) zijn geen echte cellen, maar kleine afsplitsingen van uitgerijpte megakaryocyten. Megakaryocyten zijn grote cellen die, net als twee bovengenoemde soorten bloedcellen, in het beenmerg worden aangemaakt. Bloedplaatjes spelen een belangrijke rol bij de bloedstolling. Als er in een bloedvat een beschadiging optreedt worden bloedplaatjes aangetrokken en vormen zo met elkaar een plug in de wond om verder bloedverlies te voorkomen. Deze plug van bloedplaatjes is vrij instabiel en moet verstevigd worden. De celmembraan van de trombocyt levert fosfolipiden, noodzakelijk voor de aanmaak van trombine. Trombine is een sleuteleiwit in de bloedstolling en zorgt voor de vorming van een fibrinenetwerk. Deze vezels verstevigen de bloedplaatjesplug zodat er een stevig korstje ontstaat en de wond niet opnieuw kan gaan bloeden. Na het dichten kan de heling van de wond op gang komen. Te veel bloedplaatjes worden gevonden bij infecties, ontstekingen, ijzergebrek en na verwijdering van de milt. Bij een verstoorde, excessieve aanmaak bevat het bloed excessief veel bloedplaatjes, die echter niet goed functioneren, waardoor dit overschot toch gepaard gaat met een bloedingsneiging. Bloed met een te laag gehalte aan bloedplaatjes ontstaat door verminderde aanmaak door het beenmerg, door verhoogd verbruik door bijvoorbeeld een bloeding of doordat ze verwijderd worden door de milt. Een gehalte van minder dan 10 miljard bloedplaatje per liter bloed, betekent een verhoogd risico op een spontane bloeding.